# James Couzens
James J. Couzens, född 26 augusti 1872 i Chatham (nuvarande Chatham-Kent) i Ontario, död 22 oktober 1936 i Detroit i Michigan, var en kanadensisk-amerikansk affärsman och politiker (republikan). Han representerade delstaten Michigan i USA:s senat från 1922 fram till sin död.
Couzens gick i skola i Ontario och flyttade 1890 till Detroit. Han avancerade senare till vice vd i Ford Motor Company och var sedan verksam som bankdirektör i Detroit. Han var borgmästare i Detroit 1919–1922.
Senator Truman H. Newberry avgick 1922 och efterträddes av Couzens. Han besegrades av Wilber M. Brucker i republikanernas primärval inför senatsvalet 1936. Brucker förlorade sedan mot demokraten Prentiss M. Brown några dagar efter att Couzens hade avlidit i ämbetet. Brown fick sedan tillträda som senator några veckor i förtid.
Couzens gravsattes på Woodlawn Cemetery i Detroit. Sonen Frank Couzens var borgmästare i ett par omgångar under 1930-talet.